# Liste der Biografien/Vei
Liste der Biografien |
Portal Biografien |
Personensuche
# |
A |
B |
C |
D |
E |
F |
G |
H |
I |
J |
K |
L |
M |
N |
O |
P |
Q |
R |
S |
T |
U |
V |
W |
X |
Y |
Z |
?
 
Va |
Vd |
Ve |
Vh |
Vi |
Vj |
Vl |
Vn |
Vo |
Vr |
Vs |
Vt |
Vu |
Vy
 
Vea |
Veb |
Vec |
Ved |
Vee |
Veg |
Veh |
Vei |
Vej |
Vek |
Vel |
Vem |
Ven |
Veo |
Veq |
Ver |
Ves |
Vet |
Veu |
Vev |
Vex |
Vey |
Vez
Die Liste der Biografien führt alle Personen auf, die in der deutschsprachigen Wikipedia einen Artikel haben. Dieses ist eine Teilliste mit 210 Einträgen von Personen, deren Namen mit den Buchstaben „Vei“ beginnt.

## Vei

### Veic
- Veić, Antonio (* 1988), kroatischer Tennisspieler
- Veicht, Lydia (1922–2007), deutsche Eiskunstläuferin
- Veichtlbauer, Ricky (* 1948), österreichische Politikerin (SPÖ), Abgeordneter zum Salzburger Landtag, Mitglied des Bundesrates
- Veiczi, János (1924–1987), ungarisch-deutscher Schauspieler, Filmregisseur und Drehbuchautor

### Veid
- Veidahl, Carl (1879–1974), norwegischer Sportschütze
- Veideman, Adrian (* 1983), kanadischer Eishockeyspieler
- Veideman, Rain (* 1991), estnischer Basketballspieler
- Veidemann, Andra (* 1955), estnische Historikerin, Ethnologin und Politikerin
- Veidemann, Ralf (1913–2009), estnischer Fußballspieler
- Veidemann, Rein (* 1946), estnischer Schriftsteller und Literaturwissenschaftler
- Veidl, Gerhard (* 1972), österreichischer Basketballspieler
- Veidl, Theodor (1885–1946), tschechoslowakischer Komponist
- Veidt, Conrad (1893–1943), deutscher SchauspielerConrad Veidt (1893–1943)

Conrad Veidt (1893–1943)

- Veidt, Karl (1879–1946), deutscher evangelisch-lutherischer Theologe und Politiker (DNVP, CSVP), MdR, MdL
- Veidt, Werner (1903–1992), deutscher Schauspieler und Autor

### Veie
- Veiel, Albert von (1806–1874), deutscher Arzt, Dermatologe
- Veiel, Andres (* 1959), deutscher Theater- und FilmregisseurAndres Veiel (* 1959)

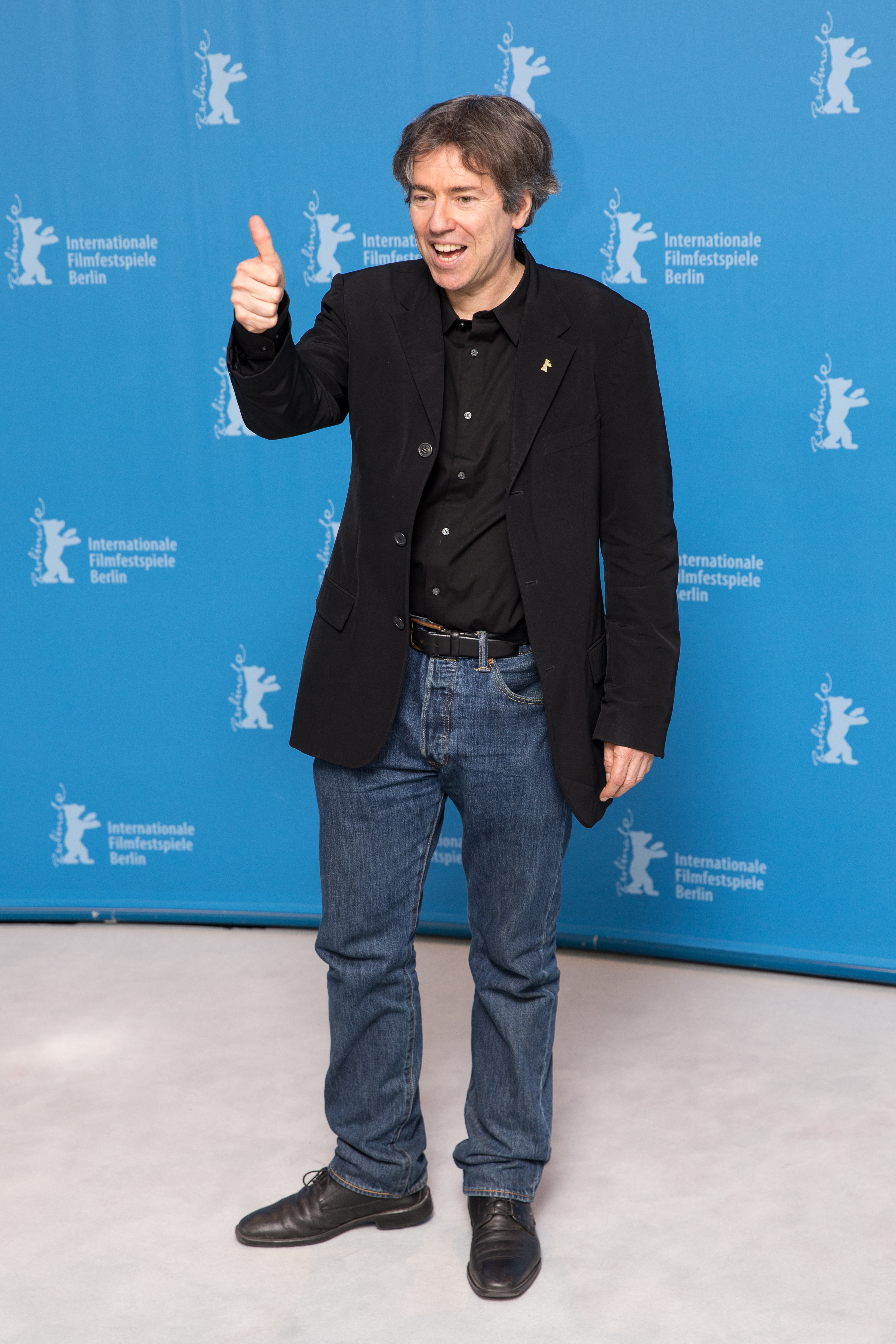
Andres Veiel (* 1959)

- Veiel, Elias (1635–1706), deutscher lutherischer Theologe
- Veiel, Friedrich (1866–1950), deutscher evangelisch-pietistischer Prediger, Inspektor und Leiter der Pilgermission St. Chrischona
- Veiel, Gottlob Adolf (1802–1864), württembergischer Jurist und Politiker
- Veiel, Johann Gottlob (1772–1855), württembergischer Oberamtmann
- Veiel, Ludwig (1845–1905), deutscher Jurist und Politiker (DP), MdR
- Veiel, Otto (1879–1945), deutscher Richter
- Veiel, Rudolf (1883–1956), deutscher General der Panzertruppe im Zweiten Weltkrieg
- Veierød, Tove (* 1940), norwegische Politikerin

### Veig
- Veiga Beirão, Francisco António da (1841–1916), portugiesischer Politiker
- Veiga Wolowsky, Paulo Américo (* 1946), brasilianischer Diplomat
- Veiga, Carlos (* 1949), kap-verdischer Politiker, Premierminister von Kap Verde
- Veiga, Eric (* 1997), luxemburgischer Fußballspieler
- Veiga, Evelise (* 1996), portugiesische Weit- und Dreispringerin
- Veiga, Gabri (* 2002), spanischer Fußballspieler
- Veiga, Jennifer (* 1962), US-amerikanische Politikerin
- Veiga, Marcelo da (* 1960), brasilianischer Germanist
- Veiga, Raphael (* 1995), brasilianischer Fußballspieler
- Veiga, Renato (* 2003), portugiesischer Fußballspieler
- Veigar Margeirsson (* 1972), isländischer Komponist
- Veigar Páll Gunnarsson (* 1980), isländischer Fußballspieler
- Veigel, Burkhart (* 1938), deutscher Fluchthelfer
- Veigel, Ewald (* 1936), deutscher Politiker (FDP), MdL
- Veigel, Walter (1908–1986), deutscher Widerstandskämpfer (KPD) und Staatsfunktionär (SED)
- Veigel, Werner (1928–1995), deutscher Nachrichtensprecher
- Veigl von Kriegeslohn, Valentin (1802–1863), k. k. Feldmarschall-Lieutenant, einer der tüchtigsten Reitergenerale der kaiserlichen Armee
- Veigl, Hans (* 1948), österreichischer Autor
- Veigl, Walter (* 1943), österreichischer Komponist, Pädagoge, Dirigent und Philosoph
- Veigle, Adriano Jaime Miriam (1912–2001), US-amerikanischer Ordensgeistlicher, Prälat von Borba
- Veigneau, Olivier (* 1985), französischer Fußballspieler

### Veij
- Veijalainen, Liisa (* 1951), finnische Orientierungsläuferin
- Veijer, Collin (* 2005), niederländischer Motorradrennfahrer
- Veijola, Timo (1947–2005), finnischer evangelischer Alttestamentler

### Veik
- Veikalas, Benas (* 1983), litauischer Basketballspieler
- Veikkanen, Jussi (* 1981), finnischer Radrennfahrer

### Veil
- Veil, Antoine (1926–2013), französischer Manager, hoher Staatsbeamter und Autor
- Veil, August (1881–1965), deutscher Manager und Maler
- Veil, Hans-Jürgen (* 1946), deutscher Ringer
- Veil, Paul (1899–1945), deutscher evangelischer Pfarrer
- Veil, Rüdiger (* 1966), deutscher Rechtswissenschaftler
- Veil, Sibyle (* 1977), französische Politikwissenschaftlerin
- Veil, Simone (1927–2017), französische Politikerin, MdEP, Präsidentin des Europäischen ParlamentsSimone Veil (1927–2017)

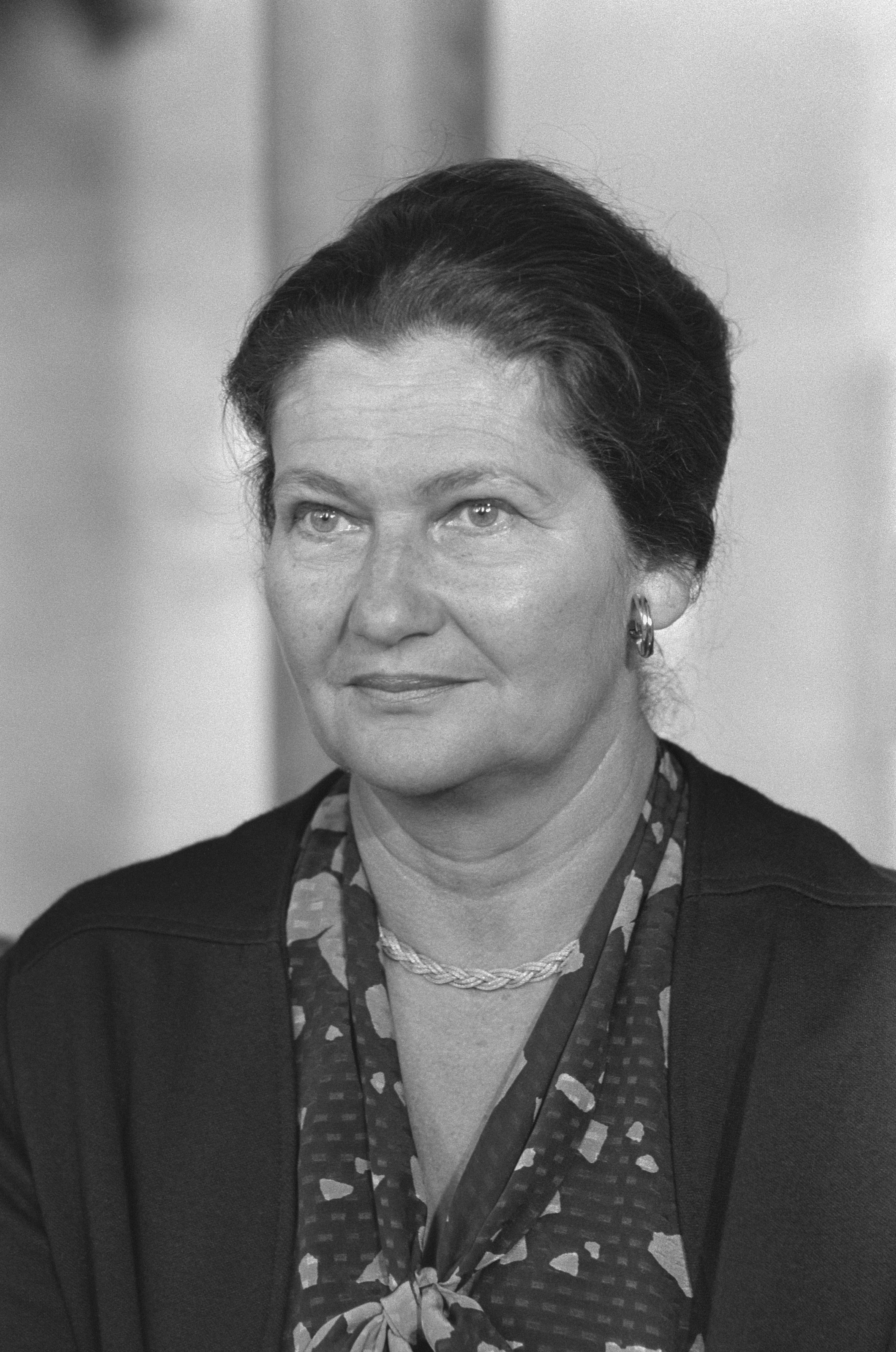
Simone Veil (1927–2017)

- Veil, Theodor (1879–1965), deutscher Architekt und Hochschullehrer
- Veiland, Violetta (* 1998), ungarische Kugelstoßerin
- Veile, Vincent (* 1998), deutscher Freestyle Skifahrer
- Veiler, Hanna (* 1998), jüdische Aktivistin, Publizistin und politische BildnerinHanna Veiler (* 1998)

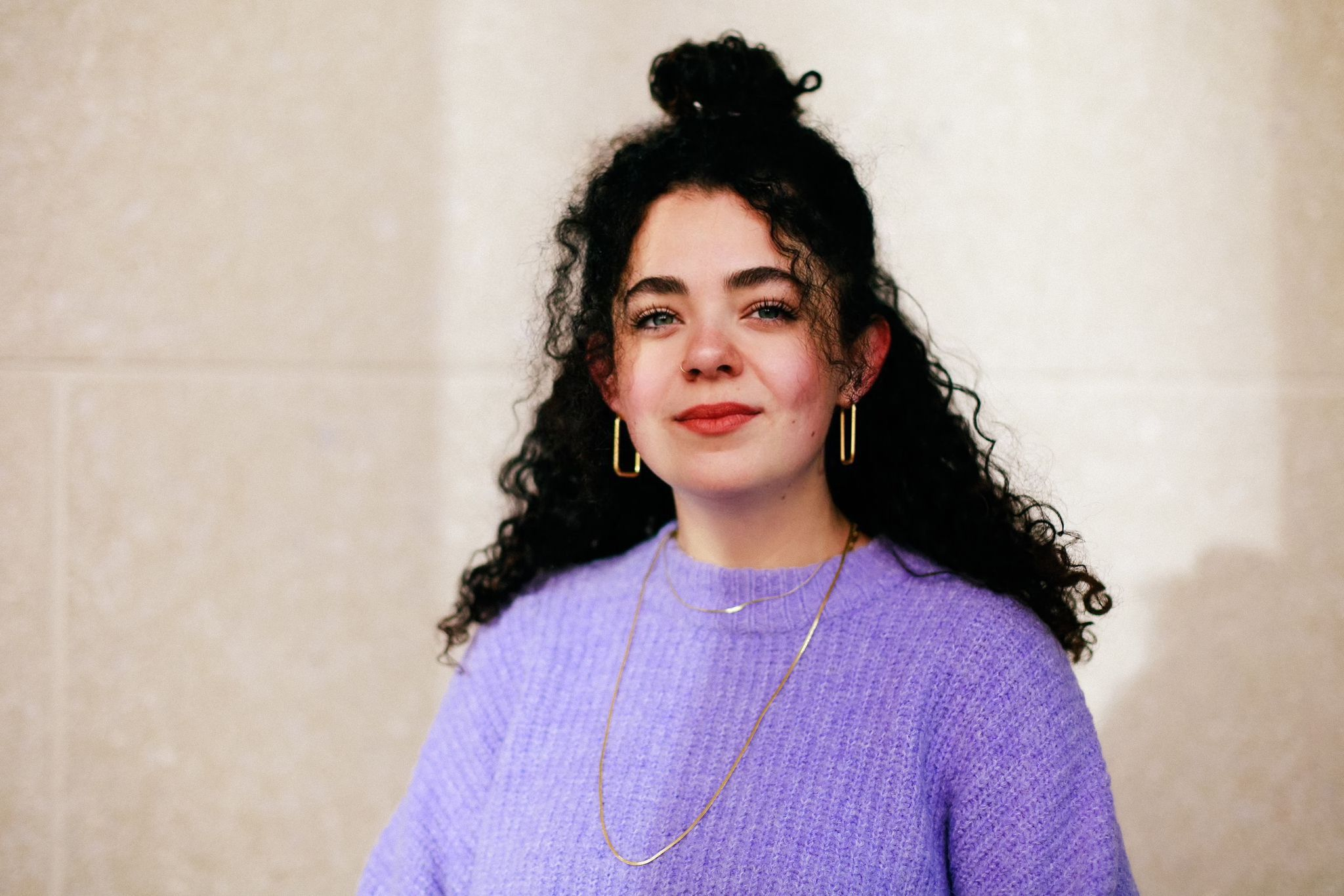
Hanna Veiler (* 1998)

- Veilhan, Jean-Claude (* 1940), französischer Komponist, Blockflötist und Klarinettist
- Veiller, Anthony (1903–1965), US-amerikanischer Drehbuchautor, Filmproduzent und Filmregisseur
- Veillette, Martin (* 1936), kanadischer Geistlicher und emeritierter Bischof von Trois-Rivières
- Veilleux, André, kanadischer Eishockeyspieler
- Veilleux, David (* 1987), kanadischer Radrennfahrer
- Veilleux, Stéphane (* 1981), kanadischer Eishockeyspieler
- Veillon, Auguste (1834–1890), Schweizer Maler
- Veillon, Charles (1900–1971), Schweizer Unternehmer
- Veillon, François (1793–1859), Schweizer Politiker und Richter
- Veillon, Henri (1865–1932), Schweizer Physiker
- Veillon, Pierre-François (* 1950), Schweizer Politiker (SVP)

### Veim
- Veimer, Arnold (1903–1977), kommunistischer Regierungschef Estlands

### Vein
- Veinante, Émile (1907–1983), französischer Fußballspieler und -trainer
- Veinbergs, Eduards (1899–1962), lettischer Fußball- und Bandyspieler und Leichtathlet
- Veinbergs, Solomons (1910–1992), lettischer Fußballspieler
- Veinott, Arthur (1934–2012), US-amerikanischer Mathematiker

### Veio
- Veiongo, Lavinia (1879–1902), Königin von Tonga

### Veir
- Veirac, Johannes (1745–1795), niederländischer Mediziner
- Veiras, Hans Franz († 1672), Flüchtling und Autor
- Veirman, Polydore (1881–1951), belgischer Ruderer
- Veirs, Laura (* 1973), US-amerikanische Pop-Rock-Sängerin

### Veis
- Veis, Nikos († 1958), griechischer Byzantinist und Neogräzist
- Veisaitė, Irena (1928–2020), litauische Literatur- und Theaterwissenschaftlerin
- Veiss, Dāvids (1879–1961), russischer Sportschütze
- Veiss, Voldemārs (1899–1944), lettischer Kollaborateur und Angehöriger der Waffen-SSVoldemārs Veiss (1899–1944)

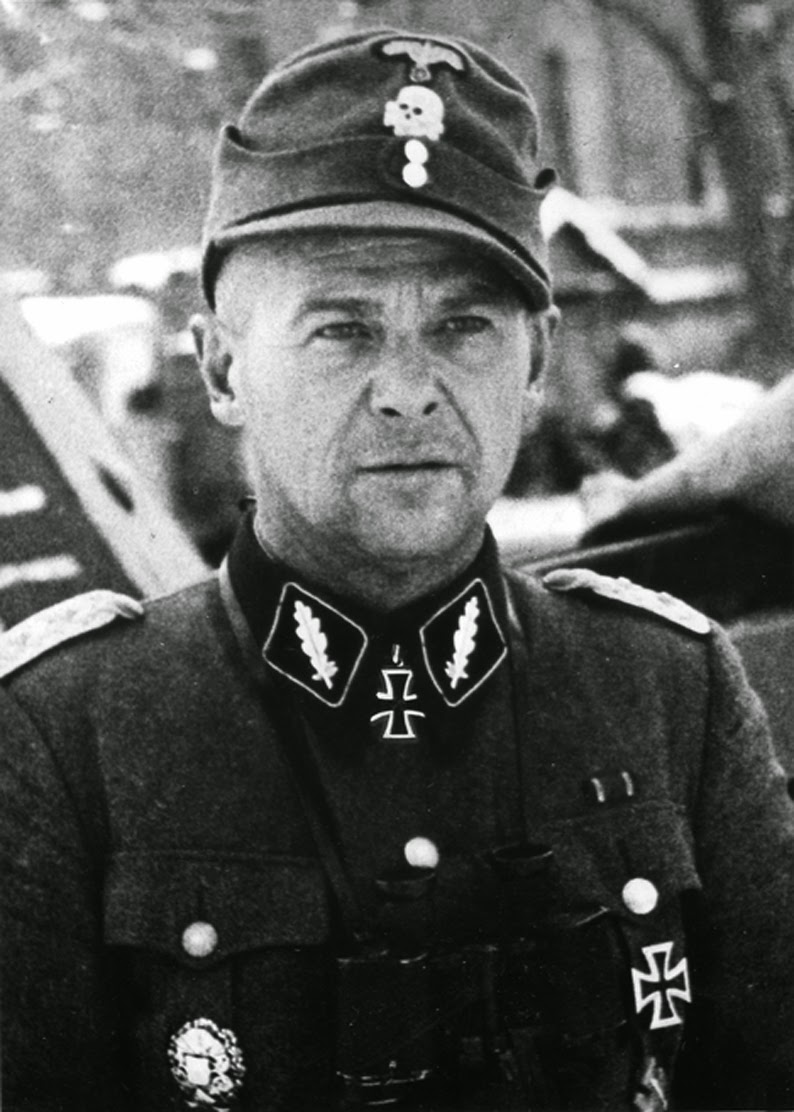
Voldemārs Veiss (1899–1944)

- Veissière, Gilles (* 1959), französischer Fußballschiedsrichter
- Veistroffer, Baptiste (* 2000), französischer Radrennfahrer

### Veit
- Veit, Märtyrer, Nothelfer, Heiliger
- Veit (* 1975), deutscher Rechtsextremist und Liedermacher
- Veit II. von Würtzburg († 1577), Bischof von Bamberg (1561–1577)
- Veit Simon, Heinrich (1883–1942), deutscher Jurist
- Veit Simon, Herman (1856–1914), deutscher Jurist
- Veit von Fraunberg († 1567), Bischof von Regensburg
- Veit von Wolkenstein, Statthalter in Vorderösterreich und kaiserlicher oberster Feldhauptmann
- Veit Werner von Zimmern (1479–1499), deutscher Adliger
- Veit, Aloisia (1891–1940), Großcousine Adolf Hitlers und Opfer der NS-Krankenmorde
- Veit, August von (1861–1927), deutscher Jurist und Politiker, MdR
- Veit, Barbara (* 1958), deutsche Juristin
- Veit, Carola (* 1973), deutsche Politikerin (SPD), MdHB, Präsidentin der BürgerschaftCarola Veit (* 1973)

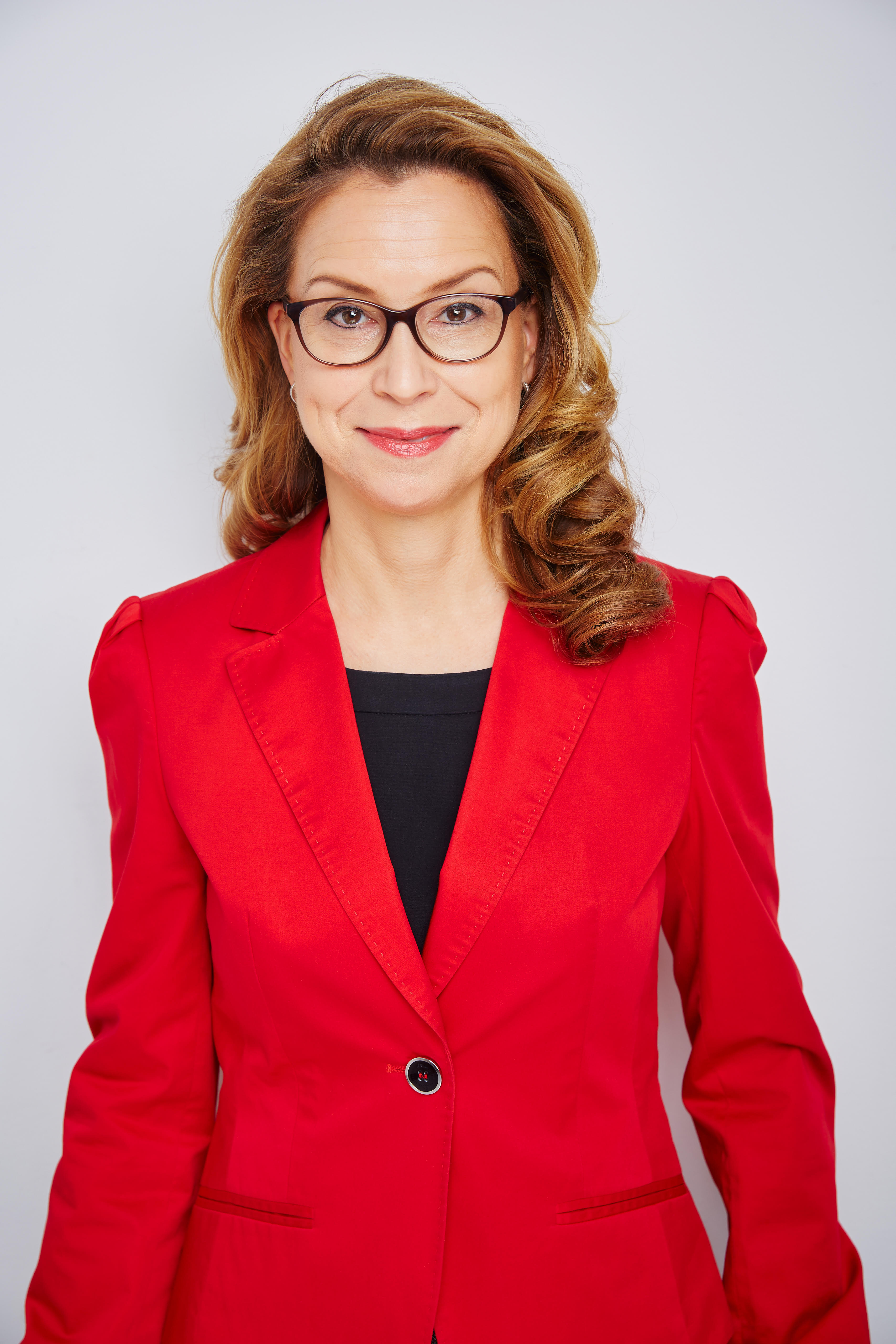
Carola Veit (* 1973)

- Veit, Charlotte Emilie Anna (1882–1945), deutsche Buchillustratorin und Keramikerin
- Veit, Christian (1935–2011), deutscher Schauspieler
- Veit, Christof (* 1957), deutscher Arzt und Medizinwissenschaftler
- Veit, Christoph (* 1948), deutscher Generalarzt
- Veit, Daniel (* 1975), deutscher Wirtschaftswissenschaftler, Universitätsprofessor für Betriebswirtschaftslehre
- Veit, David (1753–1835), deutscher, jüdischer Bankier
- Veit, David (1771–1814), deutscher Mediziner und Naturforscher
- Veit, Eberhard (* 1962), deutscher Manager und Vorstandsvorsitzender
- Veit, Eduard Hermann (1824–1901), deutscher Bankier
- Veit, Erich (1896–1981), deutsch-österreichischer Maler und Grafiker
- Veit, Friedrich (1861–1948), deutscher promovierter evangelischer Theologe, Pfarrer und Dekan in München
- Veit, Friedrich (1888–1961), deutscher evangelischer Pastor
- Veit, Georg (* 1956), deutscher Lehrer und Schriftsteller
- Veit, Gottfried (* 1943), italienischer Komponist und Kapellmeister (Südtirol)
- Veit, Gustav (1824–1903), deutscher Gynäkologe und Geburtshelfer
- Veit, Hannelore (* 1957), österreichische Fernsehmoderatorin und RadiokorrespondentinHannelore Veit (* 1957)

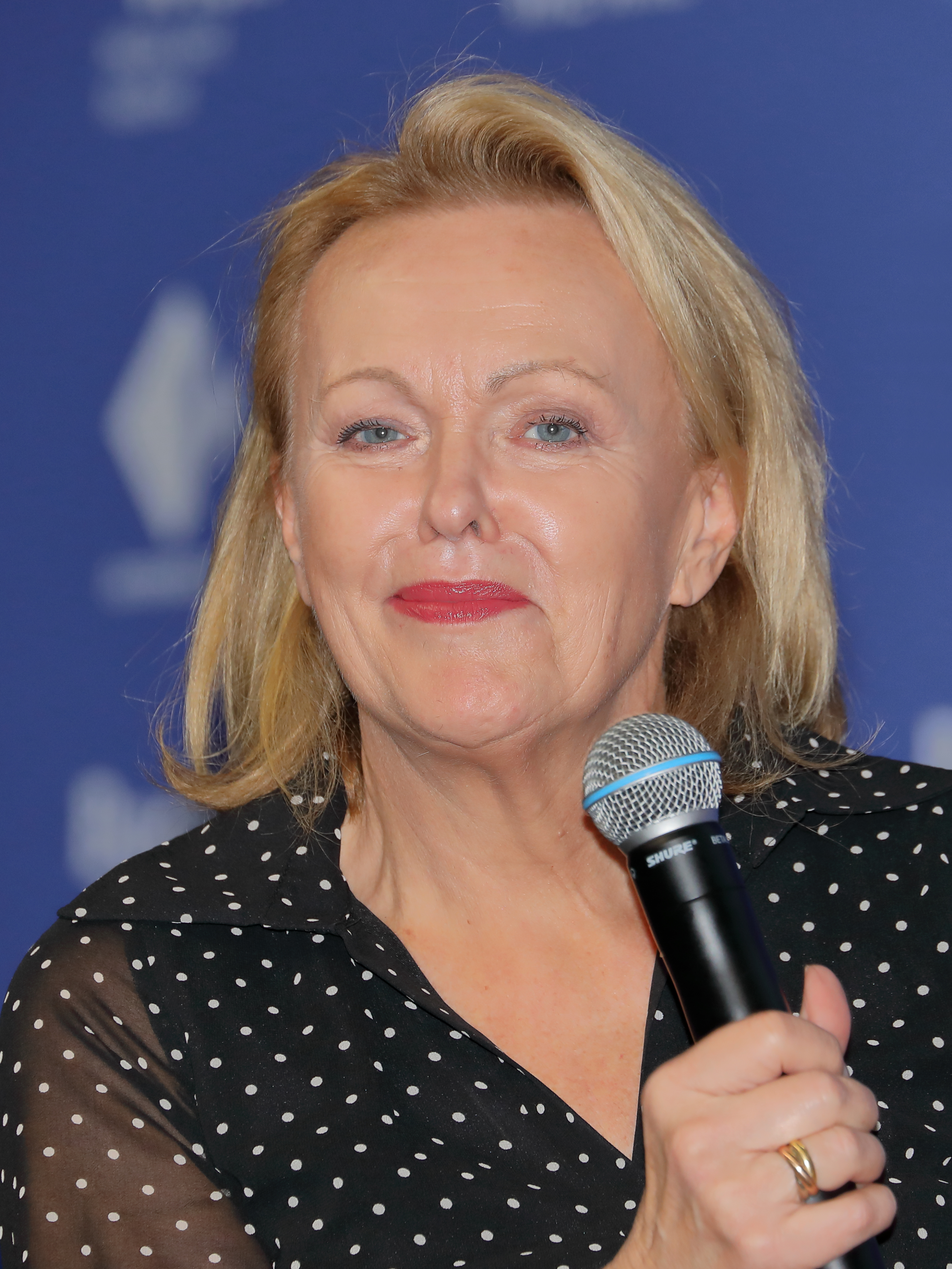
Hannelore Veit (* 1957)

- Veit, Hasso (1931–2022), deutscher Musiker
- Veit, Hermann (1897–1973), deutscher Jurist und Politiker (SPD), MdL, MdB, baden-württembergischer Landesminister
- Veit, Ivo (1910–1984), deutscher Schauspieler, Kabarettist und Regisseur
- Veit, Jella (* 2005), deutsche Fußballspielerin
- Veit, Johann (1852–1917), deutscher Gynäkologe und Geburtshelfer
- Veit, Johannes (1790–1854), deutscher Historienmaler
- Veit, Josef (1859–1949), österreichischer Politiker (CSP), Landtagsabgeordneter
- Veit, Karin H. (* 1948), österreichische Intendantin des Schlosstheaters Celle (1998–2008)
- Veit, Karl (* 1887), österreichischer Politiker (SDAP), Landtagsabgeordneter
- Veit, Karl L. (1907–2001), deutscher Kunstmaler, Verleger, Autor, Herausgeber und Ufologe
- Veit, Klaus (* 1955), deutscher Generalmajor des Heeres der Bundeswehr
- Veit, Leopold (1865–1928), deutscher Rechtsanwalt und Schriftsteller
- Veit, Loreen (* 2002), deutsche Handballspielerin
- Veit, Lothar (* 1973), deutscher Journalist, Autor und Songschreiber
- Veit, Louis (1803–1860), deutscher Lithograf
- Veit, Ludwig (1920–1999), deutscher Historiker und Archivdirektor
- Veit, Ludwig Andreas (1879–1939), deutscher römisch-katholischer Theologe
- Veit, Marie (1921–2004), deutsche evangelische Theologin
- Veit, Mario (* 1973), deutscher Boxer
- Veit, Michael (* 1953), deutscher Fußballspieler
- Veit, Moritz (1808–1864), Verleger und Politiker
- Veit, Otto (1884–1972), deutscher Anatom
- Veit, Otto (1898–1984), deutscher Wirtschaftswissenschaftler
- Veit, Otto Siegfried (1822–1883), deutscher Arzt
- Veit, Philipp (1793–1877), deutscher MalerPhilipp Veit (1793–1877)

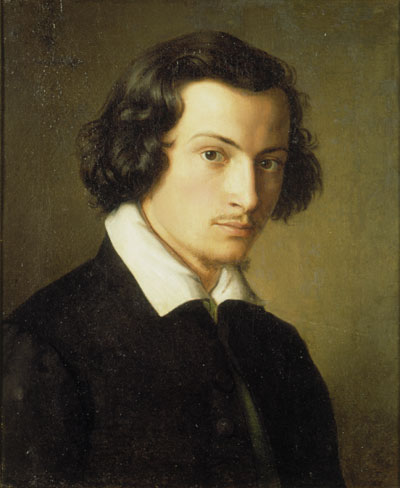
Philipp Veit (1793–1877)

- Veit, Raimund (1785–1857), deutscher Agrarwissenschaftler
- Veit, Rüdiger (1949–2020), deutscher Politiker (SPD), MdB
- Veit, Sabina (* 1985), slowenische Sprinterin
- Veit, Salomon (1751–1827), deutscher, jüdischer Bankier
- Veit, Silvana (* 1989), österreichische Schauspielerin
- Veit, Simon (1754–1819), Berliner Kaufmann und Bankier
- Veit, Sixten (* 1970), deutscher Fußballspieler
- Veit, Sylvia (* 1977), deutsche Verwaltungswissenschaftlerin
- Veit, Ulrich (* 1960), deutscher Prähistoriker
- Veit, Verena (* 2002), deutsche Skilangläuferin
- Veit, Veronika (* 1968), deutsche Künstlerin
- Veit, Walter (1929–2016), österreichischer Wirtschaftsingenieur
- Veit, Wenzel Heinrich (1806–1864), böhmischer Jurist und Komponist
- Veit, Willi (1904–1980), deutscher Bildhauer
- Veit, Winfried (* 1946), deutscher Politikwissenschaftler und Publizist
- Veit-Wild, Flora (* 1947), deutsche Literaturwissenschaftlerin und Afrikanistin
- Veitch, Darren (* 1960), kanadischer Eishockeyspieler und -trainer
- Veitch, Edward W. (1924–2013), US-amerikanischer Informatiker
- Veitch, Heather (* 1974), US-amerikanische Stripperin und Gründerin der JC’s Girls
- Veitch, John (1829–1894), schottischer Philosoph
- Veitch, John Gould (1839–1870), britischer Gärtner, Botaniker und Pflanzensammler
- Veitch, Mike (* 1960), schottischer Dartspieler
- Veiteberg, Kari (* 1961), norwegische lutherische Bischöfin
- Veiter, August (1869–1957), österreichischer Maler
- Veiter, Josef (1819–1902), österreichischer Bildhauer und Maler
- Veiter, Theodor (1907–1994), deutsch-österreichischer Völkerrechtler katholisch nationaler Richtung
- Veith, Anna (* 1989), österreichische SkirennläuferinAnna Veith (* 1989)

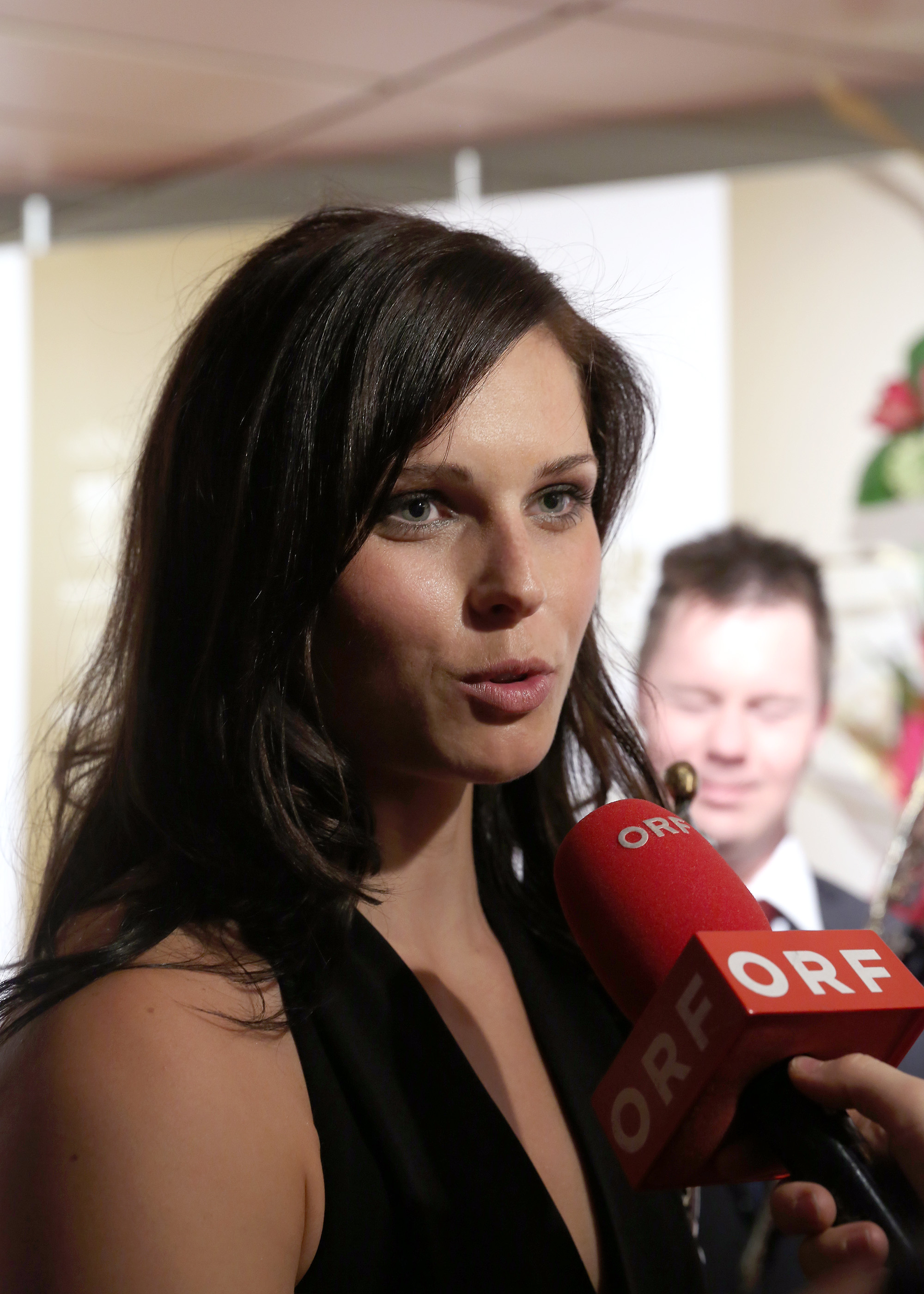
Anna Veith (* 1989)

- Veith, Anton (1793–1853), böhmischer Unternehmer und Mäzen
- Veith, Bob (1926–2006), US-amerikanischer Rennfahrer
- Veith, Cody (* 2002), US-amerikanischer Schauspieler
- Veith, Domitilla (1928–2014), deutsche Benediktinerin und Äbtissin des Klosters Frauenchiemsee (1980–2003)
- Veith, Eduard (1858–1925), österreichischer Maler und Hochschullehrer
- Veith, Franz Michael (1799–1846), deutscher Genre- und Historienmaler sowie Lithograf
- Veith, Friedrich (1860–1908), deutscher Erfinder und Unternehmer
- Veith, Georg (1821–1903), deutscher Maschinenbauingenieur
- Veith, Georg (1875–1925), österreichischer Offizier, Althistoriker und Herpetologe
- Veith, Gustava von (1879–1970), deutsche Aquarellmalerin und Expressionistin
- Veith, Heinrich († 1877), deutscher Jurist und Bergrechtler
- Veith, Horst, deutscher Erfinder, Hygieneexperte und UnternehmerHorst Veith

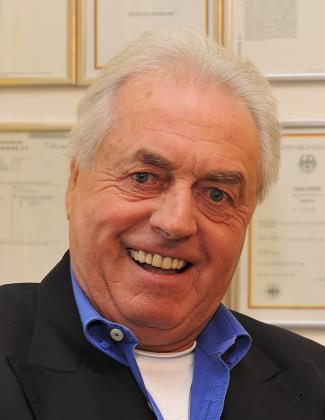
Horst Veith

- Veith, Ilza (1912–2013), US-amerikanische Medizinhistorikerin
- Veith, Ines (* 1955), deutsche Journalistin und Autorin
- Veith, Jakob (1758–1833), böhmischer Unternehmer in der Textilindustrie, Großgrundbesitzer und Humanist
- Veith, Johann Emanuel (1787–1876), österreichischer Arzt, Geistlicher und Autor
- Veith, Johann Martin (1650–1717), Schweizer Maler
- Veith, Karl (1894–1979), deutscher Generalleutnant der Luftwaffe, Kampfkommandant der Stadt Braunschweig
- Veith, Karl von (1818–1892), preußischer Generalmajor und Kommandeur der 6. Feldartillerie-Brigade
- Veith, Manuel (* 1985), österreichischer Snowboarder
- Veith, Martin (* 1986), österreichischer Moderator
- Veith, Melanie (* 1992), deutsche Handballspielerin
- Veith, Michael (* 1944), deutscher Chemiker
- Veith, Michael (* 1957), deutscher Skirennläufer
- Veith, Michael (* 1957), deutscher Biologe und Biogeograph
- Veith, Oswin (* 1961), deutscher Politiker (CDU), MdB
- Veith, Pamela (* 1973), deutsche Ultramarathonläuferin
- Veith, Philipp (1768–1837), deutscher Landschaftsmaler und Stecher
- Veith, Ralf (* 1962), deutsch- und englischsprachiger Songschreiber, Musiker, Kinderlieder- und Buchautor und Psychologe
- Veith, Rudolf (1846–1917), deutscher Schiffsmaschinenbauingenieur und Marine-Baubeamter
- Veith, Stefanie, deutsche Drehbuchautorin
- Veith, Uli, deutscher Filmproduzent, Regisseur und Drehbuchautor
- Veith, Walter (* 1949), südafrikanischer Zoologe
- Veitía, Lisneidy (* 1994), kubanische Sprinterin
- Veitía, Yosvany (* 1992), kubanischer Boxer
- Veitl, Georg (* 1969), österreichischer Schauspieler
- Veitmeyer, Ludwig Alexander (1820–1899), deutscher Civilingenieur, Königlich Preussischer Geheimer Baurat und Mitglied der Königlichen Akademie des Bauwesens
- Veits-Kick, Kathrin (1909–1997), deutsche Malerin, Grafikerin und Bildhauerin

### Veiz
- Veizaga, Betty (* 1957), bolivianische Musikerin
- Veizaga, Lizeth (* 2001), bolivianische Mittel- und Langstreckenläuferin
- Veizer, Jan (* 1941), kanadischer Geowissenschaftler und Klimatologe